# Special Herbs, Vol. 1
Special Herbs, Vol. 1 - первый альбом из серии инструментальных альбомов Special Herbs, выпущенный британо-американским репером MF Doom под псевдонимом Metal Fingers на различных независимых хип-хоп лейблах. Все треки названы в честь трав и различной флоры за исключением трека Monosodium Glutamate,который получил своё название за счёт усилителя вкуса - глутамата натрия.

## Трек лист
| №                   | Название               | Длительность |
| ------------------- | ---------------------- | ------------ |
| 1.                  | «Saffron»              | 3:24         |
| 2.                  | «Arrow Root»           | 3:45         |
| 3.                  | «Zatar»                | 3:14         |
| 4.                  | «Fenugreek»            | 3:22         |
| 5.                  | «Sumac Berries»        | 3:34         |
| 6.                  | «Coriander»            | 3:03         |
| 7.                  | «Shallots»             | 4:00         |
| 8.                  | «Charnsuka»            | 2:19         |
| 9.                  | «Monosodium Glutamate» | 2:40         |
| Общая длительность: | Общая длительность:    | 29:21        |

## Другие версии[2]
Saffron - инструментальная версия песни Doomsday из альбома Operation: Doomsday
Arrow Root - инструментальная версия песни Next Levels с альбома Take Me to Your Leader
Zatar — инструментальная версия песни Foolish репера MF Grimm из альбома The Downfall of Ibliys: A Ghetto Opera
Fenugreek - инструментальная версия песни 1,2...1,2 группы Monsta Island Czars из альбома Escape from Monsta Island!.Данную мелодию также использует Ghostface Killah из Wu-Tang Clan в песне 9 Milli Bros с альбома Fishscale
Sumac Berries - инструментальная версия Scientific Civilization группы Monsta Island Czars из альбома Escape from Monsta Island!Так же эту мелодию использовал Ghostface Killah в песне Jellyfish» из альбома Fishscale
Coriander - инструментальная версия песни Mic Line с альбома Escape from Monsta Island
Shallots — инструментальная версия песни The Hands of Doom из альбома Operation: Doomsday
Monosodium Glutamate - инструментальная версия песни Rhymes Like Dimes из альбома Operation: Doomsday